# Oswine
Oswine (auch Osuinus; † 20. August 651) war von 642/643 bis 651 König des angelsächsischen Königreiches Deira. Er wird als Heiliger verehrt.

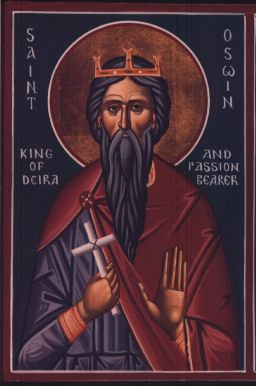
St. Oswine

## Leben

### Jugend und Exil
Oswine war der Sohn des Königs Osric von Deira. Sein Vater fiel 634 im Kampf gegen König Cadwallon ap Cadfan von Gwynedd. Im Jahr 634 kehrte Oswald, vermutlich mit seinem Bruder Oswiu, aus dem Exil zurück und besiegte Cadwallon in der Schlacht von Heavenfield bei Hexham. Oswald sicherte sich auch den Thron von Deira und vertrieb dessen Thronerben Oswine nach Wessex ins Exil. Damit waren die beiden Reiche Bernicia und Deira wieder zu Northumbria vereinigt. Oswine verbrachte die nächsten Jahre in Wessex unter dem Schutz des Königs Cynegils (611–643).

### Herrschaft
Oswald fiel am 5. August 642 in der Schlacht von Maserfield gegen Penda von Mercia (wohl bei Oswestry), nahe der walisischen Grenze. Unmittelbare Folge der Niederlage war die erneute Teilung von Northumbria: Im nördlichen Bernicia trat Oswalds Bruder Oswiu die Thronfolge an, während im südlichen Deira mit Oswine die dortige alte Dynastie noch einmal auf den Thron gelangte. Nach anderer Auffassung herrschte Oswiu zwischen 642 und 644 zunächst in Bernicia und Deira, wurde dann aber von Oswine aus Deira verdrängt. Andere Historiker ziehen diese Vorstellung zumindest in Betracht. Die These, dass Oswine mit der Unterstützung des Königs Penda von Mercia auf den Thron kam, wird heute kaum noch vertreten. Oswine hatte im deirischen Adel offenbar einen starken Rückhalt. Er regierte sein Reich in Frieden und Güte, wohl auch unter dem Einfluss von Aidan von Lindisfarne, mit dem ihn eine tiefe Freundschaft verband. Beda Venerabilis lobte Oswine für seine christlichen Tugenden.
Oswiu, der mütterlicherseits wohl selbst dem deirischen Königshaus entstammte, bestritt Oswines Herrschaftsansprüche auf Deira. Um seine Ansprüche zu stärken, heiratete er um 643 seine Cousine Eanflæd, eine Tochter Edwins und Enkelin Ælles.
Oswine scheint versucht zu haben, das vakante Bistum York wieder aufleben zu lassen. Die Rivalität zwischen Oswiu und Oswine verstärkte sich noch, als Oswine versuchte, den northumbrischen Bischof Aidan von Lindisfarne auf seine Seite zu ziehen. Beide Seiten rüsteten militärisch auf.

### Tod und Nachfolge

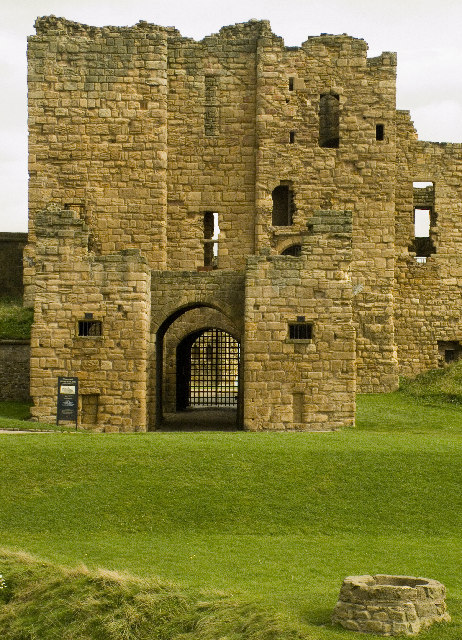
Oswines Reliquien wurden in Tynemouth Priory aufbewahrt.

651 überfiel Oswiu Deira und der Konflikt brach offen aus. Bei Uilfarasdun standen sich die Heere gegenüber, als Oswine die feindliche Übermacht erkannte und sein Heer auflöste. Oswine suchte Zuflucht bei einem seiner Gefolgsleute in Ingethlingum (Gilling im Distrikt Ryedale). Doch der verriet ihn an Oswiu, der Oswine am 20. August 651 ermorden ließ. Oswius ehrgeiziger Plan ging nicht auf, denn die Herrschaft über Deira ging zunächst an seinen Neffen Æthelwald (um 651–um 655), der anfangs wohl als sein Unterkönig regierte, bald aber, wahrscheinlich von Penda unterstützt, sich unabhängig zu machen versuchte.
Oswine war der letzte unabhängige König Deiras. Auf ihn folgten noch einige von Bernicia abhängige Unterkönige, bevor Deira um 679 endgültig mit Bernicia zu Northumbria vereinigt wurde.

## Verehrung
Der Verrat an Oswine empörte das ganze Land und machte ihn zum Märtyrer. Oswius Frau Eanflæd, eine Verwandte von Oswine, veranlasste ihn in Gilling ein Sühnekloster als Begräbnisstätte für Oswine zu errichten, das bald zu einer bekannten Pilgerstätte wurde. In der Wikingerzeit (793–1066) wurden die Reliquien Oswines nach Tynemouth Priory (Tynemouth) überführt. Die Priorei wurde mehrmals zerstört und Oswines Grab geriet in Vergessenheit. Auch das Kloster in Gilling wurde von den Wikingern zerstört. 1065 wurde das Grab durch die Vision eines Mönches wiedergefunden und die Reliquien von Bischof Æthelwine von Durham (1056–1071) feierlich umgebettet. Weitere Translationen fanden am 11. März 1100 und am 20. August 1103 statt. Als Heinrich VIII. (1509–1547) die englischen Klöster auflöste existierte der Schrein Oswines noch und enthielt den Körper und das Gewand des Heiligen. Einige Reliquien gelangten zu dieser Zeit nach Durham.
Oswine wird in der katholischen Kirche als Heiliger verehrt, sein Festtag ist der 20. August.